# Ел Џауф
Ел Џаф (арап. الجوف) је провинција на северу Саудијске Арабије. Главни град провинције је Сакака. Ел Џаф има 440.009 становника и површину од 100.212 km2. Густина насељености је 4.39 по квадратном километру.